# Hochschule für Musik und Theater Rostock

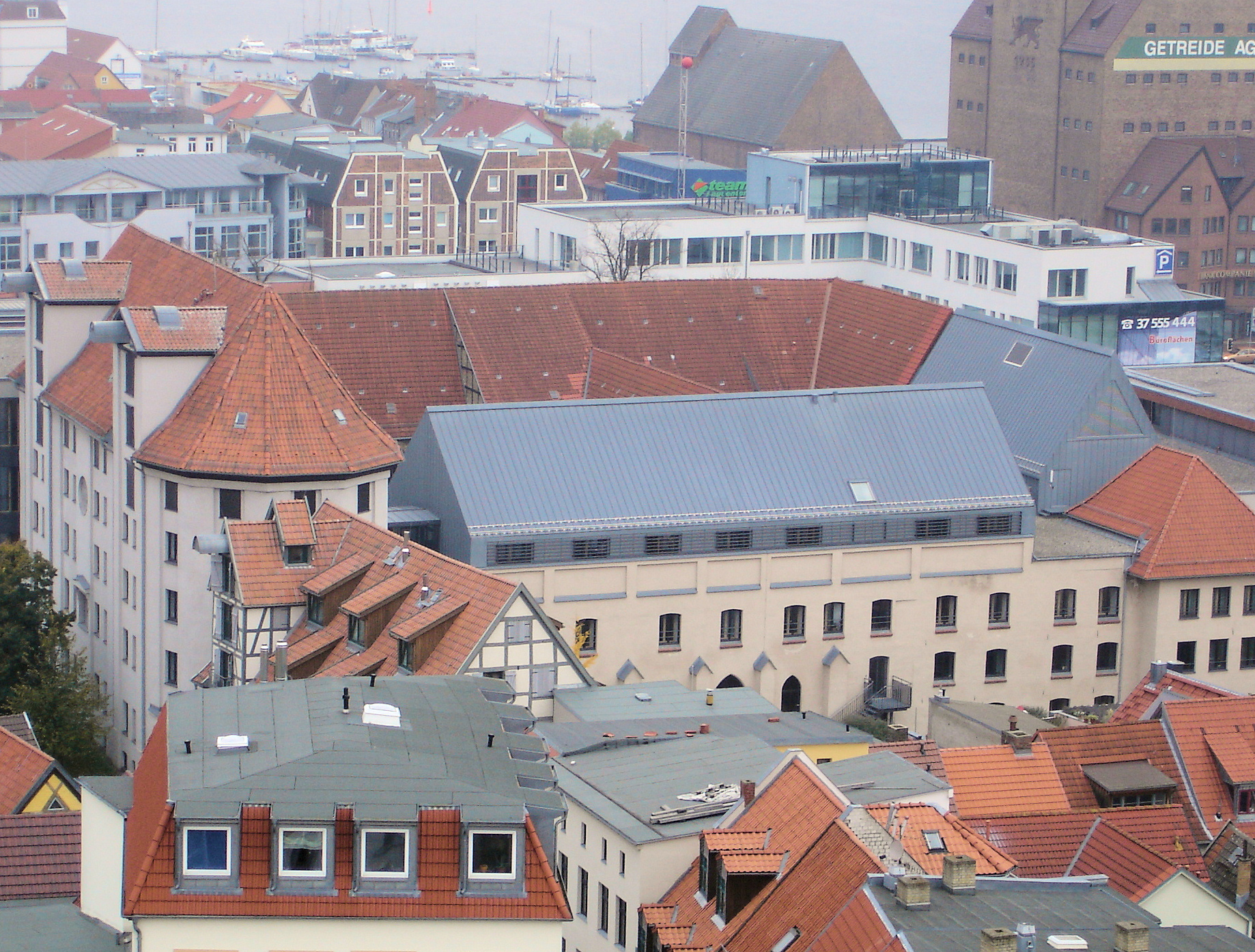
Vista aérea del complejo Hochschule für Musik und Theater de Rostock, en el antiguo monasterio de Santa Catalina.

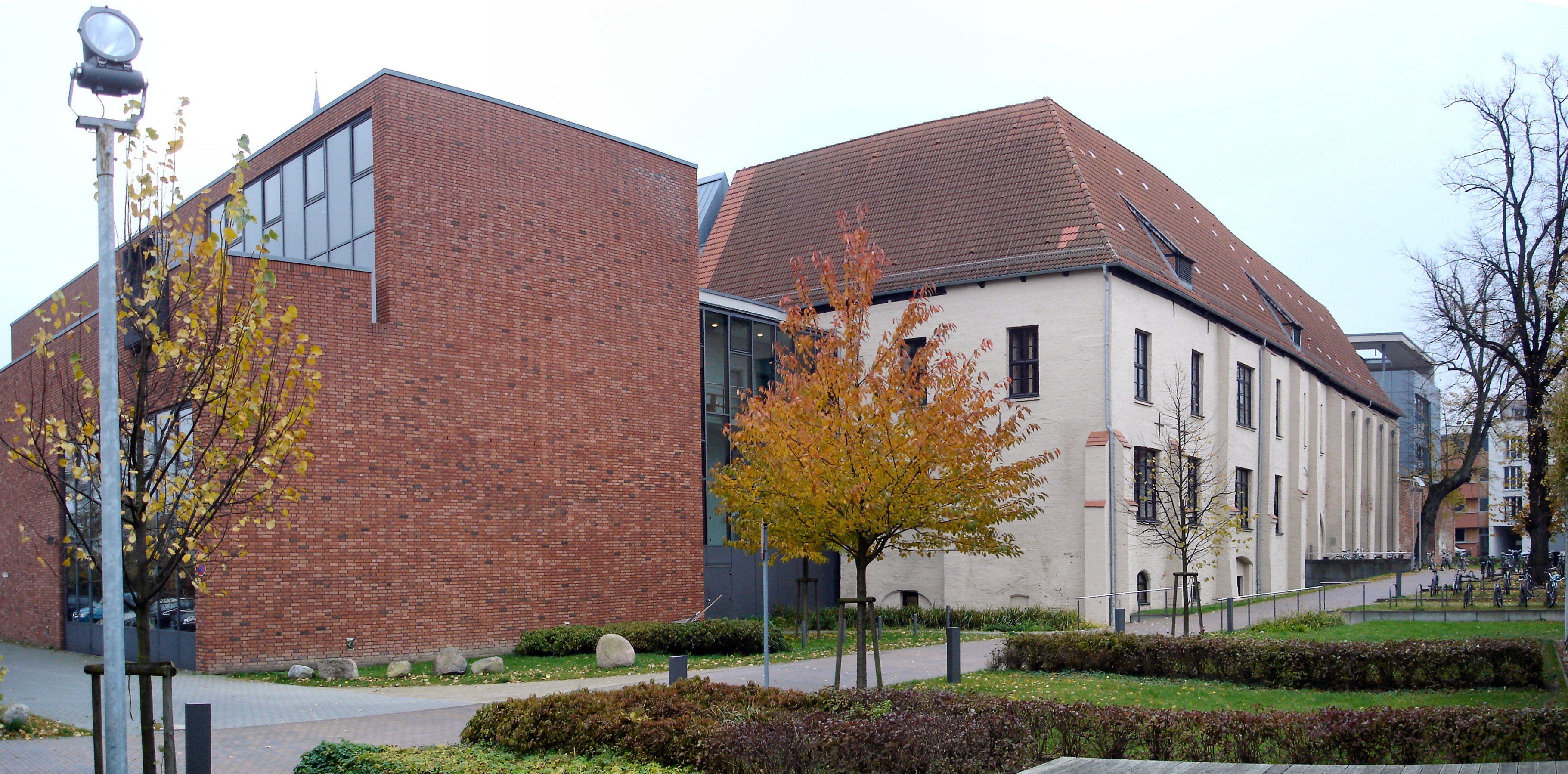
HMT Rostock

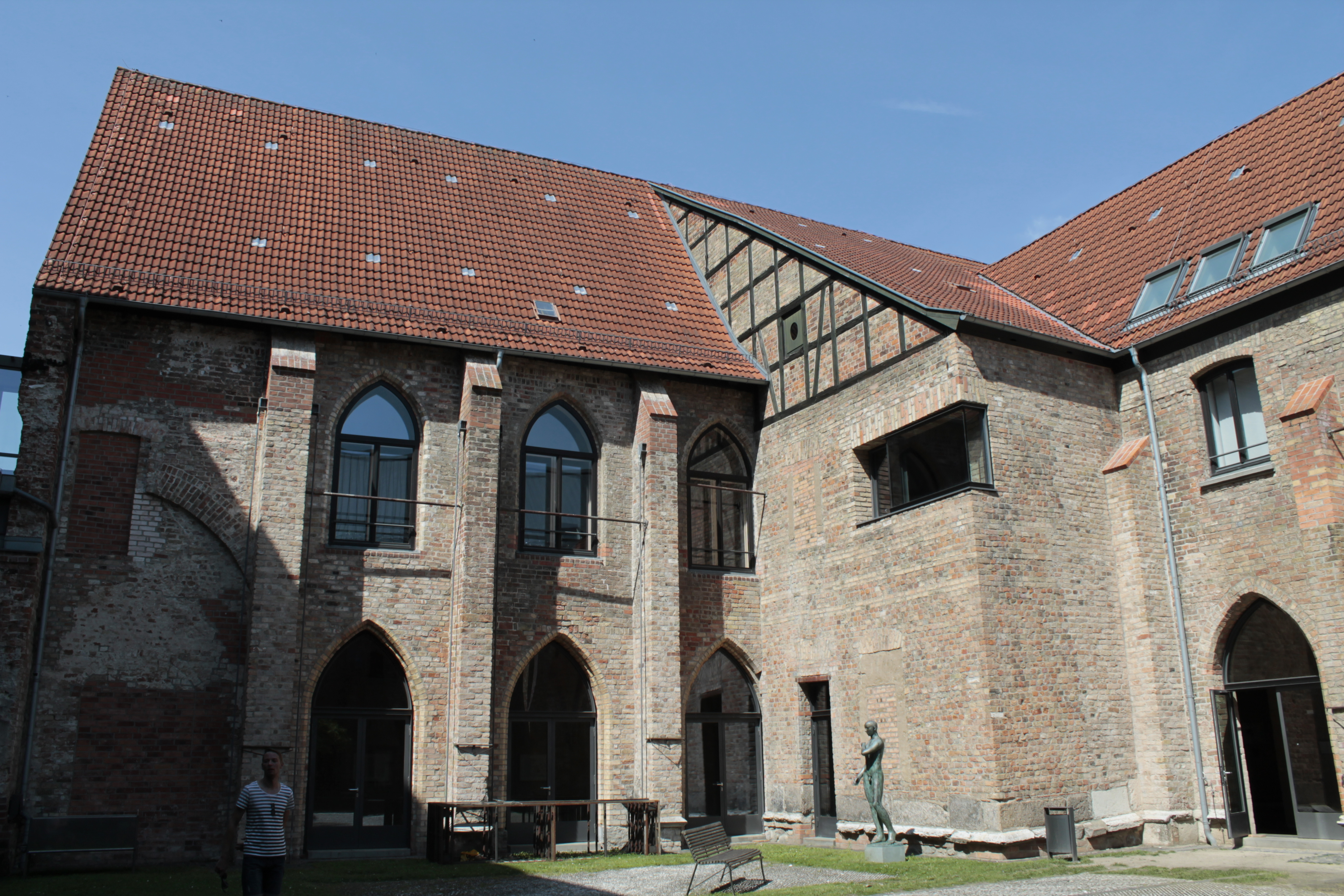
Patio interior del conservatorio superior de Rostock.

La Hochschule für Musik und Theater de Rostock (acrónimo hmt ), traducido al español como Conservatorio Superior de Música y Teatro de Rostock, fue fundada en 1994 y desde 2001 tiene su sede en el antiguo monasterio de Santa Catalina, en la ciudad hanseática de Rostock. Es un centro de formación internacional en las áreas de música, actuación, enseñanza musical, enseñanza teatral (performing) y musicología. Sus casi 550 estudiantes proceden de más de 30 países diferentes. 

## Historia
En 1947 se fundó en Rostock un primer conservatorio ( en alemán: Hochschule für Musik, Theater und Tanz ), dirigido por el compositor Rudolf Wagner-Régeny. Más tarde, este centro se convirtió en una filial de la Hochschule für Musik Hanns Eisler Berlin. En 1968 se fundó la Staatlichen Schauspielschule Rostock, una Escuela estatal de Arte Dramático que en los años 80 estuvo afiliada a la Hochschule für Schauspielkunst Ernst Busch. A principios de la década de 1990, se escindió nuevamente y continuó como Hochschule für Schauspielkunst ( “escuela de actuación” ) en el estado federado de Mecklemburgo-Pomerania Occidental. Sobre la base de estas experiencias, el 12 de enero de 1994 se creó la actual escuela artística independiente, que combina la formación musical y actoral. El rector fundador fue Wilfrid Jochims, que anteriormente había trabajado en la Hochschule für Musik Köln.
Ubicado en una antigua escuela especial en las calles Bussebart y Ulmenstraße de Rostock, el espacio era muy limitado. En abril de 2001 se inauguraron las nuevas instalaciones en el antiguo monasterio de Santa Catalina, en el centro histórico de la ciudad, adaptado por el arquitecto Jons Reimann.
Cada año se realizan más de 300 representaciones con la participación de profesores y alumnos.

## Rectores
- 1994–2001 Wilfried Jochims
- 2001–2004 Hartmut Möller
- 2004–2012 Christfried Göckeritz
- 2012-2019 Susanne Winnacker
- 2019-2020 Oliver Krämer (interino)
- 2020-2023 Reinhard Schäfertöns
- 2023-actualidad Benjamin Lang

## Consejo académico
Durante el periodo 2022-2026, Daniel Barenboim, Ursula Haselböck, Sigrid Keler, Sebastian Nordmann, Horst Rahe, Armin Mueller-Stahl y Matthias von Hülsen son miembros del Consejo académico del hmt de Rostock. A partir de abril de 2023 se incorporaron Hans Robert Metelmann y Wolfgang Schareck.

## Cursos ofrecidos
- Bachelor of Music para piano, canto, guitarra, acompañamiento, dirección orquestal, composición, teoría musical, así como música pop.
- Maestría en Música para todos los instrumentos orquestales.
- Formación artística con examen de concierto.
- Título de profesor de música (examen estatal)
- Enseñar Teatro (Actuar)
- Musicología (Maestría en Artes)
- Actuación (Diploma)

## Biblioteca
La biblioteca del hmt Rostock incluye alrededor de 39.000 piezas musicales, así como alrededor de 13.500 libros y revistas, así como 7.500 grabaciones sonoras y de vídeo. Está dirigido principalmente a universitarios, pero también está abierto al público. 

## Antiguos alumnos
- Ines Thomas Almeida
- Michael Barenboim
- Susanne Bormann
- Daniel Ochoa
- Ramón Ortega Quero
- Baiba Skride